# Maluma (ca sĩ)
Juan Luis Londono Arias (sinh tại Medellín, 28 tháng 1 của năm 1994), còn gọi là Maluma, là một ca sĩ và nhạc sĩ người Colombia thuộc thể loại reggaeton và nhạc Trap. Anh đã nổi tiếng ở đất nước quê hương vào năm 2011 nhờ các đĩa đơn «Farandulera» và «Obsesión», và nhờ vào «La temperatura» và «Carnaval» (2014), ở phần còn lại của Châu Mỹ Latinh.Album đầu tay của anh, Magia (2012), đã có thành công thương mại ở Colombia, hai và một năm sau đó, Maluma được đề cử cho một giải Grammy Latin cho«ca sĩ mới hay nhất».
Năm 2015, anh phát hành album thứ hai của anh, Pretty Boy, Dirty Boy, lọt vào vị trí số một trong các danh sách chính của album Latin của Billboard. Năm 2014 và năm 2015 anh giữ cương vị một giám khảo và huấn luyện viên tại Giọng hát nhí.
Vào tháng 2 năm 2016, anh tham gia lễ trao giải Lo Nuestro của mạng lưới Mỹ Univision, một trong những sự xuất hiện trực tiếp quan trọng nhất của anh, nơi Balvin đã biểu diễn ca khúc Pa 'Mayté để bày tỏ lòng biết ơn đối với Carlos Vives 7 của Colombia cũng như single «Desde esa noche», trong đó anh hợp tác với ca sĩ người Mexico Thalía. Sau sự thành công của đĩa đơn và trực tiếp, Maluma bắt đầu được xem xét bởi các chuyên là một trong những nhạc urban tác động lớn "của các nghệ sĩ trong các nhà phê bình Mỹ Latinh.
Vào cuối năm đó, anh đã được xác nhận là nghệ sĩ và ban giám khảo cho lễ hội Viña del Mar năm 2017, cùng ngày với «Chantaje», đĩa đơn thành công nhất của anh cho đến nay, trong đó anh hợp tác với ca sĩ Colombia Shakira.